# Ровър Дейнджърфийлд
„Ровър Дейнджърфийлд“ (на английски: Rover Dangerfield) е американски анимационен филм от 1991 година с участието на гласовия талант на комика Родни Дейнджърфийлд, който също е сценарист и продуцент на филма. Става въпрос за улично куче на име Ровър, което е собственост на статистката във вариете в Лас Вегас. Роувър бива изхвърлен от язовира Хувър от гаджето на статиската във вариете. Въпреки това, вместо да се удави, Ровър се озовава във ферма.

## Сюжет
Ровър е ловджийско куче, който живее луксозен живот в Лас Вегас със собственика си Кони, която е статистка във вариете. Той залага и флиртува с момичета с най-добрия си приятел Еди. Една вечер той вижда гаджето на Кони, Роки, в сделка с двойка гангстери и случайно я нарушава. Мислейки си, че Роки е полицай под прикритие, който ги настройва, гангстерите бягат, казвайки на Роки, че е издухал последния си шанс. На следващия ден Кони тръгва на турне за две седмици, оставяйки Роки да се грижи за Ровър. В отмъщение за това, че е провалил сделката му, Роки натъпква Ровър в торба, отвежда го до язовира Хувър и го хвърля във водата. По-късно чантата се изважда от водата от двама преминаващи рибари, които отвеждат Ровър обратно на брега и го поставят в задната част на пикапа си. Ровър идва в съзнание и изскача от камиона, когато рибарите спират за бензин, и започва да се лута по пътя. Оказва се в провинцията и в крайна сметка се сблъсква с фермера Кал и сина му Дани, който убеждава баща си да вземе кучето. Кал се съгласява при едно условие: при първите признаци на неприятности ще бъде изпратен в приют за животни и ако никой не го претендира, приютът за животни може да го остави.
Ровър се затруднява да се адаптира към живота във фермата, но с помощта на Дейзи, красива коли в съседство, и другите кучета във фермата, той успява да спечели доверието им. Ровър прекарва Коледа със семейството и започва да се влюбва в Дейзи, която му отвръща. Обаче една нощ глутница вълци се опитват да убият пуйката във фермата. Докато Ровър се опитва да спаси пуйката, вълците бягат, но птицата се оказва мъртва и Кал погрешно смята, че Ровър е отговорен. На следващата сутрин Кал завежда Ровър в гората и е на път да го застреля, но е нападнат от вълците. Ровър успява да прогони вълците и събира останалите селскостопански кучета, за да прибере ранения Кал у дома.
Героизмът на Роувър прави вестниците, позволявайки на Еди и Кони да разберат къде се намира. Дани информира Ровър за пътуването си обратно до Лас Вегас и той напуска фермата. Въпреки че първоначално се радва да се събере с Кони и приятелите му, Ровър скоро започва да липсва живота си във фермата. Когато Роки влиза в съблекалнята на Кони и след като го вижда, Ровър започва да отмъщава. След като Роки случайно признава за това, което е направил, Кони гневно скъсва с него. Вбесен, Роки се опитва да отмъсти на Кони, но Ровър и приятелите му кучета го гонят от казиното, където се натъква на лимузина, пълна с гангстерите. Отначало Роки се радва да ги види, но след това поставя под съмнение присъствието им на първо място. Един от гангстерите с гордост разкрива, че са го устроили и ще го хвърлят над язовира Хувър, за радост на Роувър, докато наблюдава как лимузината потегля с ужасения Роки.
По-късно Ровър, който изгуби Дейзи, изпада в депресия. Кони, осъзнавайки, че е срещнал някого, отвежда Ровър обратно във фермата, за да остане. Роувър се събира с Дейзи, която му разкрива, че вече е баща, разкривайки шест кученца. Историята завършва с това, че Роувър учи децата си как да играят карти и игриво гони Дейзи из фермата.

## Озвучаващ състав
- Родни Дейнджърфийлд – Роувър
- Сюзън Бойд – Дейзи
- Рони Шел – Еди
- Нед Люк – Рафълс
- Шон Саутуик – Кони
- Сал Ланди – Роки
- Бърт Креймър – Макс
- Робърт Пайн – Дюк
- Дейна Хил – Дани
- Еди Барт – Шамп
- Денис Блеър – Лем
- Дон Стюарт – Клем
- Грег Бъргър – Кал
- Пакстън Уайтхед – Граф
- Крис Колинс – Големия шеф / Спарки / Кон
- Крис Колинс и Том Уилямс – Койоти
- Крис Колинс, Бърнард Ерхард и Дани Ман – Вълци
- Боб Бъргън – Гангстер / Животно
- Трес Макнийл – Куини / Момичешки хор / Кокошка / Пилета / Пуйка

Други гласове
- Боб Бъргън
- Бъртън Шарп
- Луис Чамис
- Бил Фармър
- Барбара Гудсън
- Патриша Парис
- Рос Тейлър

## Продукция
Замислен в края на 80-те години, филмът е планиран по това време за излизане през декември 1988 г. Първоначално беше планиран като анимационен филм с оценка R, във вената на филмите на Ралф Бакши, но Warner Bros. искаше съдържанието на филма да бъде намалено до G-рейтинг. Карикатуристът Джеф Смит, най-известен като създател на самостоятелно издадената поредица от комикси Bone, описва работата по ключови кадри за анимацията на филма на редактора Гари Грот в The Comics Journal през 1994 г.
Техниката вече е била използвана в предишния филм на Hyperion, „Храбрият малък тостер“ (The Brave Little Toaster), анимационните филм на Дисни, „Черният казан“ (The Black Cauldron), „Базил, великият мишок детектив“ (The Great Mouse Detective), „Кой натопи заека Роджър“ (Who Framed Roger Rabbit), „Оливър и приятели“ (Oliver and Company), „Малката русалка“, „Патешки истории – Филмът: Съкровището на изгубената лампа“ (DuckTales the Movie: Treasure of the Lost Lamp) и „Спасителите в Австралия“ (The Rescuers Down Under), филмът на Дон Блът „Всички кучета отиват в Рая“ (All Dogs Go To Heaven) и „Том и Джери: Филмът“ (Tom and Jerry: The Movie) на Филм Роман (Film Roman).

## Домашна употреба
Филмът беше пуснат на VHS и LaserDisc на 12 февруари 1992 г. Warner Archive по-късно пусна филма на DVD на 7 декември 2010 г.

## В България
В България филмът е излъчен по HBO през 2012 г. с войсоувър дублаж на Доли Медия Студио. Екипът се състои от:
| Преводач           | Галя Георгиева                                                              |
| Тонрежисьор        | Тони Стефанов                                                               |
| Озвучаващи артисти | Адриана Андреева Даринка Митова Стефан Стефанов Димитър Кръстев Иван Петков |